# Reinshagen (Remscheid)
Reinshagen ist ein Stadtteil (Nr. 404) der Stadt Remscheid in Bergischen Land. Er liegt im südwestlichen Teil der Stadt. Der ursprüngliche Ortskern liegt auf dem Gebiet der heutigen Straßen Oberreinshagen und Unterreinshagen.
Reinshagen gehört als Stadtteil verwaltungstechnisch zum Stadtbezirk Alt-Remscheid. Zum Stadtteil Reinshagen gehören die Wohnplätze Oberreinshagen, Unterreinshagen, Güldenwerth, Bornstal (alle 1369 erstmals urkundlich erwähnt), Müngsten (1437, heute eine Wüstung), Lobirke, Wendung und Ehlishammer (1671 gegründet). Südlich schließt sich der Stadtteil Westhausen, nördlich die Stadtteile Morsbach, Vieringhausen und Kremenholl, östlich der Stadtteil Ehringhausen und westlich die Stadt Solingen an. Auf einer Fläche von 311 ha wohnen in Reinshagen 3.665 Einwohner (Stand: 31. Dezember 2007). Die Bebauung macht etwa 0,8 km² aus, der Rest (2,3 km²) sind Waldgebiete, Friedhöfe und Grünanlagen.

## Geschichte und Gliederung
Das Bergische Land wurde erst spät besiedelt. Erst im Mittelalter entstand im Eisensteingebiet von Remscheid die Grundlage für eisengewerbliche Betriebe, es wurden Rennfeuerschlacken und der Rest eines Brennofens gefunden. Noch heute ist die eisenverarbeitende Industrie ortsansässig. Im Hammertal befanden sich früher viele Hammer und Schleifkotten. Reinshagen und Güldenwerth sind heute zu einer geschlossenen Bebauung zusammengewachsen.
Bis 1806 gehörte Reinshagen zum Amt Bornefeld, von 1806 bis 1813 zum Kanton Ronsdorf im Arrondissement Elberfeld im napoleonischen Großherzogtum Kleve und Berg.
Der Ortsbezirk Reinshagen gehörte innerhalb der Bürgermeisterei Remscheid von 1816 bis 1888 zum Kreis Lennep im Regierungsbezirk Düsseldorf. 1832 bestand der Ortsbezirk aus dem Wirtshaus Wendung, dem Weiler Güldenwerth, einzelnen Häusern in Bornstahl, der Dorfschaft Reinshagen, der Dorfschaft Westhausen, einzelnen Häusern in Küppelstein, dem Weiler mit mehreren Hämmern Müngsten und dem Gockelshammer. In dieser Zeit zählte dieser Ortsbezirk 97 Wohnhäuser, 43 Fabriken und Mühlen, 75 landwirtschaftliche Gebäude mit 925 Einwohnern (davon 32 katholisch und 893 evangelisch).
Seit 1888 gehört Reinshagen zur kreisfreien Stadt Remscheid.
Ober- und Unterreinshagen
Der Hof Reinshagen wurde 1369 als Reinßhane, Reynshaen und Reyntzhane erstmals erwähnt und gehörte zur Honschaft Remscheid. Weitere schriftliche Erwähnungen sind Reynshagen (1469, 1487 und 1563), Renße (1479), Reinsshayge (1513), Reinshagen (1634) und Reinsen (1648). Der Ursprung des Wortes ist unklar. Ein Hag ist ein von einer Hecke eingehegtes Gelände.
Güldenwerth
Der Hof Güldenwerth lag an der heutigen Straße Hof Güldenwerth. Erste schriftliche Erwähnung 1369. Siehe Güldenwerth.
Müngsten
Müngsten wird 1437 erstmals schriftlich erwähnt. in den 1960er Jahren wurden im Zuge eines Straßenneubaus die letzten existierenden Gebäude abgerissen. Siehe Müngsten.
Bornstal
Der Hof Bornstal wird 1369 erstmals schriftlich erwähnt (zum Bernsdale). Weitere Nennungen folgen 1513 (zum Bernsdayle), 1639 (Bernstahl), 1666 (Bernsthall) und 1680 (Bornstahl). Heute existieren rund um die Ansiedlung einige landwirtschaftliche genutzte Weiden und Wiesen. Der Güldenwerther Bach entspringt bei Bornstal, der Bornsiepen etwa 500 m nordwestlich. Beides sind Zuläufe zum Morsbach.
Lobirke
Zu diesem Wohnplatz finden sich keine Quellen. Die Silbe Lo- verweist jedoch sicherlich – wie die ähnlichen Straßennamen Lobach, Lobacher Straße und Loborn – auf den Bach mit Namen Lobach. Er erscheint erstmals 1969 auf dem Messtischblatt der amtlichen topografischen Karte 1:25.000.
Wendung
Die nach Solingen führende B229 (Solinger Straße) macht an dieser Stelle eine 180°-Kehre (=Wendung). 1815 gab es hier noch keine Bebauung, 1832 existierte an dieser Stelle ein Wirtshaus mit 6 Einwohnern. 1854 entstand eine Dampfschleiferei der Brüder Robert und Heinrich Böker, die schon sechs Jahre später um eine Dampfmaschine zum Walzwerk erweitert wurde. Weitere Erweiterungen folgten, bis der begrenzte Platz einen Umzug nötig machten. Die Fabrik wurde 1873 als Bergische Stahlindustrie (BSI) in die Nähe des Hauptbahnhofs verlegt. Seitdem wird die Wendung als Alte Wendung bezeichnet. Der Name Neue Wendung war im 19. Jhdt. für den neuen Standort in Gebrauch, heute jedoch nicht mehr. Die Giesserei der BSI wurde in den 1990er Jahren geschlossen, die Gebäude teilweise verkauft. Heute gehören Teile zum Thyssen-Krupp-Konzern und der Sona-Gruppe. In der alten Wendung hat sich 1961 die Maschinenmesserfabrik Vokore angesiedelt.
Ehlishammer
Der Ehlishammer ist einer von mehreren Hämmern im Hammertal.

## Landschaft

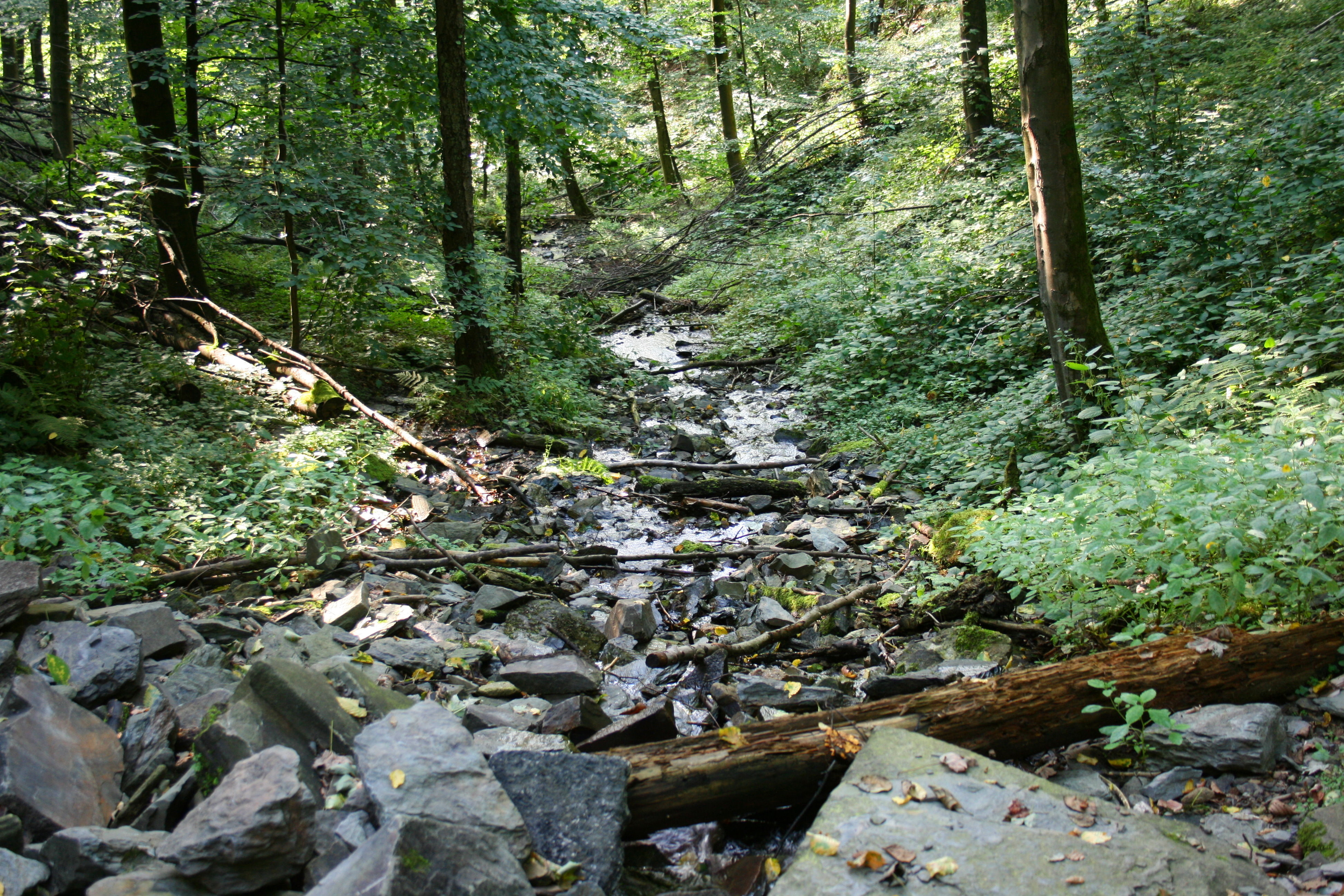
Reinshagener Bach

Reinshagen liegt auf einem von Nord nach Süd verlaufenden 255–260 m hohen Bergrücken, der von 100–150 m tiefen, steil eingeschnittenen Tälern umgeben ist. Östlich fließen der Linkläuer Bach, der Lobach und der Eschbach, westlich die Wupper und der Morsbach. Der Ortsteil gibt dem etwa 865 m langen Reinshagener Bach, einem Nebenfluss der Wupper, seinen Namen. Große Teile des westlich von Reinshagen gelegenen Waldes (Schimmelbusch) ist als 144,42 ha großes Naturschutzgebiet Wupper und Wupperhänge südlich Müngsten ausgewiesen; die östlich gelegenen Bachtäler gehören zum 40,46ha großen Naturschutzgebiet Hammertal. Nur kleine Gebiete werden landschaftlich genutzt, beispielsweise Flächen im Bornstal und in Lobirke.

## Grenzen
Der Stadtteil Reinshagen wird durch folgende Grenzen umrissen (im Uhrzeigersinn von Norden):
Die Straßen Losenbücheler Straße, Vieringhausen, Güldenwerther Bahnhofstraße, Julius-Leber-Straße, Brückenstraße, Zum Walkhäuschen, die Gewässer Linkläuer Bach, Lobach, Eschbach, die Tyroler Straße, die Bahnlinie Remscheid-Solingen, die Wupper und die B 229.

## Sehenswürdigkeiten und Gebäude
Die 1897 erbaute Müngstener Brücke – die höchste Eisenbahnbrücke Deutschlands – liegt mit dem Brückenpark auf dem Gebiet des Stadtteils. In unmittelbarer Nähe liegt im Schimmelbusch auf einem steil abfallenden Felsen der 1901 errichtete Diederichstempel. Unweit davon liegt die zwischen 1846 und 1849 erbaute Napoleonsbrücke.

### Kirchen

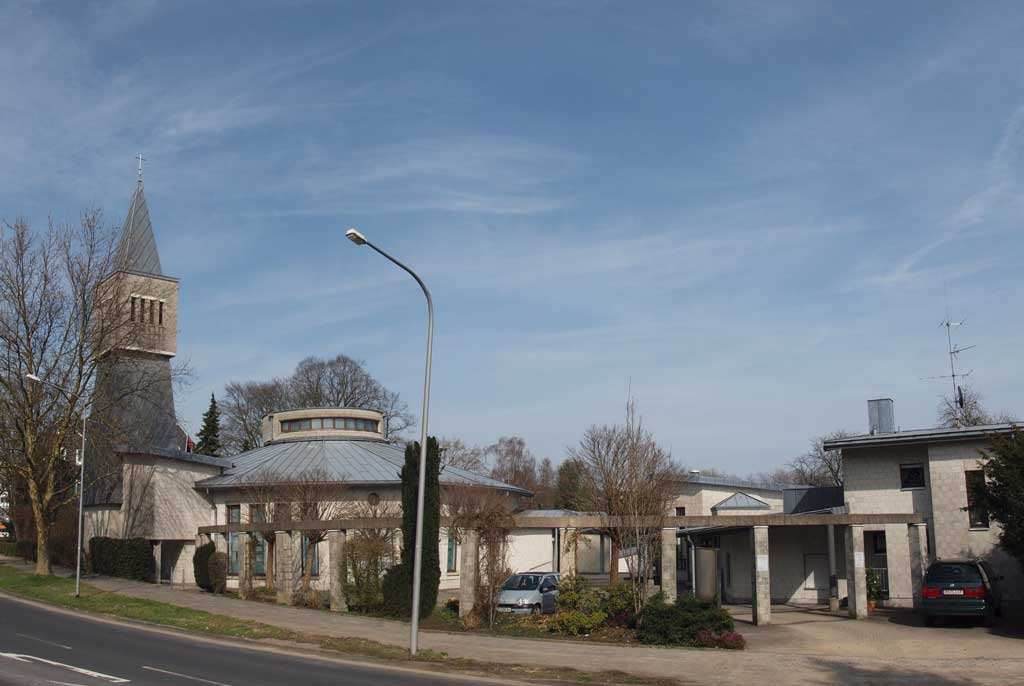
Die Kirche St. Engelbert in Remscheid

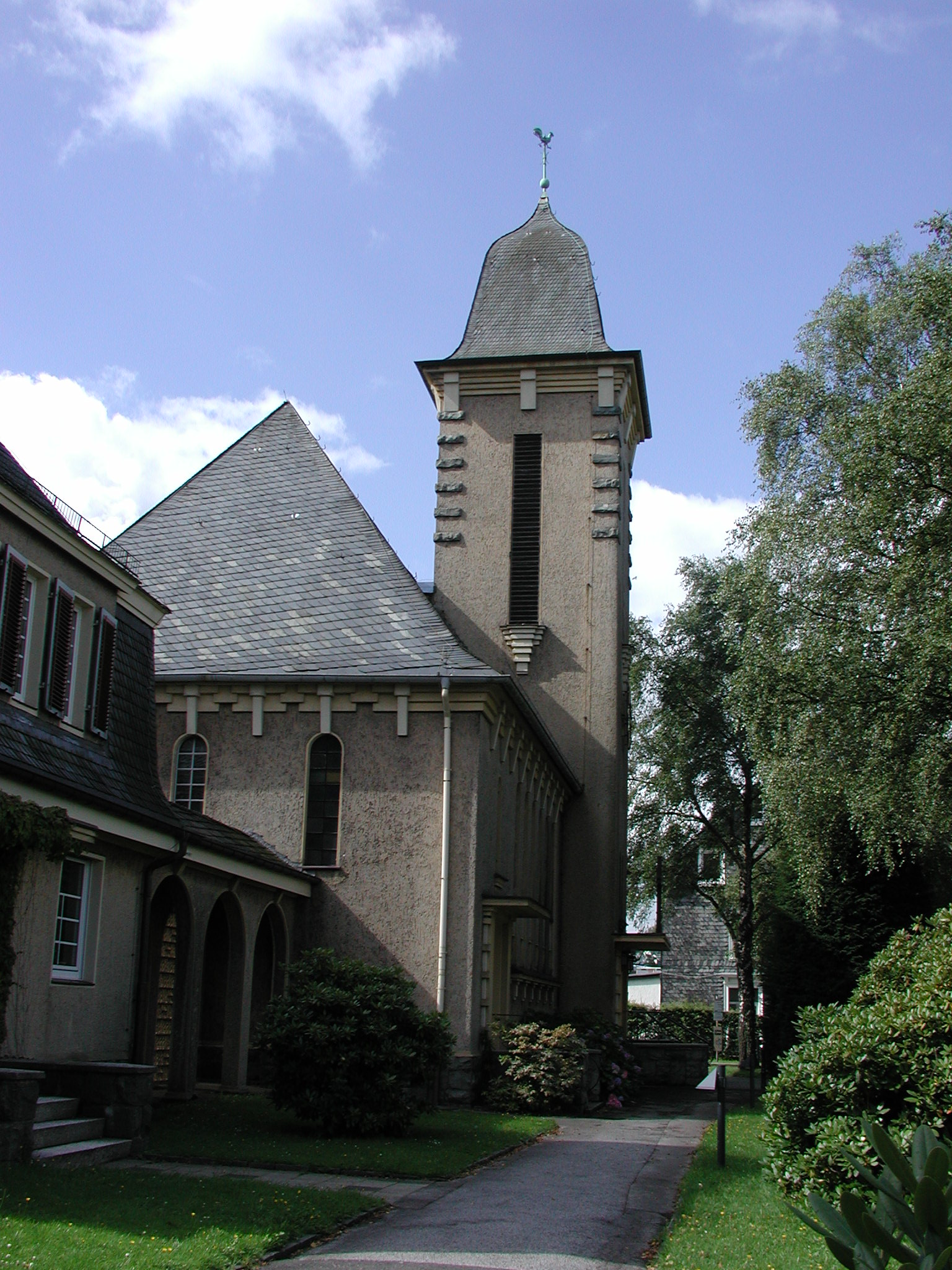
Clarenbach-Kirche

Die St.-Engelbert-Kirche wurde 1989–1990 erbaut und ist damit der jüngste Kirchenbau Remscheids. Sie liegt an der Nahtstelle zu Vieringhausen. Im Innern der Kirche steht eine Kreienbrink-Orgel (2 Manuale, 12 Register, Wechselschleifen), außerdem gibt es ein Bronze-Kruzifix von Bert Gerresheim, die Glasfenster wurden von Prof. Johannes Schreiter entworfen. Zur Kirche gehören ein Pfarrzentrum und eine Kindertagesstätte.
Die 1929 erbaute ev. Adolf-Clarenbach-Kirche hat ebenfalls ein Gemeindezentrum und eine Kindertagesstätte.
Der städtische Waldfriedhof existiert seit 1937 und hat eine Fläche von etwa 6,7 ha, unmittelbar im Anschluss liegt der ev. Westfriedhof (etwa 7,1 ha), der von der Adolf-Clarenbach-Kirchengemeinde unterhalten wird.

### Schulen
Am Schimmelbuschweg liegt die Gemeinschaftsgrundschule Reinshagen mit 261 Schülerinnen und Schülern. In Reinshagen existiert seit 1782 eine Schule. Die erste Schule war in einem Schieferhaus unweit des heutigen Gebäudes untergebracht, das 1837 durch ein Holzgebäude ersetzt wurde. Das heutige Gebäude stammt aus dem Jahr 1902, ein späterer Anbau zu beiden Seiten aus dem Jahr 1954, später wurden noch Pavillons zur Erweiterung aufgebaut. An der Schule Reinshagen unterrichtete von 1911 bis 1931 der Geologe und Paläontologe Julius Spriestersbach.
Es gibt keine weiterführenden Schulen in Reinshagen.

### Sportstätten
Das Stadion Reinshagen wurde 1925 gebaut und ist bis heute in Gebrauch. Es gibt einen Kunstrasenplatz, einen Ascheplatz und einen Naturrasenplatz, an dem auch die überdachte Tribüne liegt. Die anliegende Sporthalle West wurde am 10. November 1989 eingeweiht.

### Ehemalige Gebäude
Der 46 m hohe Wasserturm Remscheid-Reinshagen (gebaut 1906) wurde 1980 gesprengt. Vom ehemaligen Schloss Küppelstein (gebaut vor 1893) sind heute nur noch Reste vorhanden, bis zur Zerstörung im Zweiten Weltkrieg war es ein beliebtes Ausflugslokal. Es wurde zu einem Kinderheim umgebaut.

### Ehrenhain

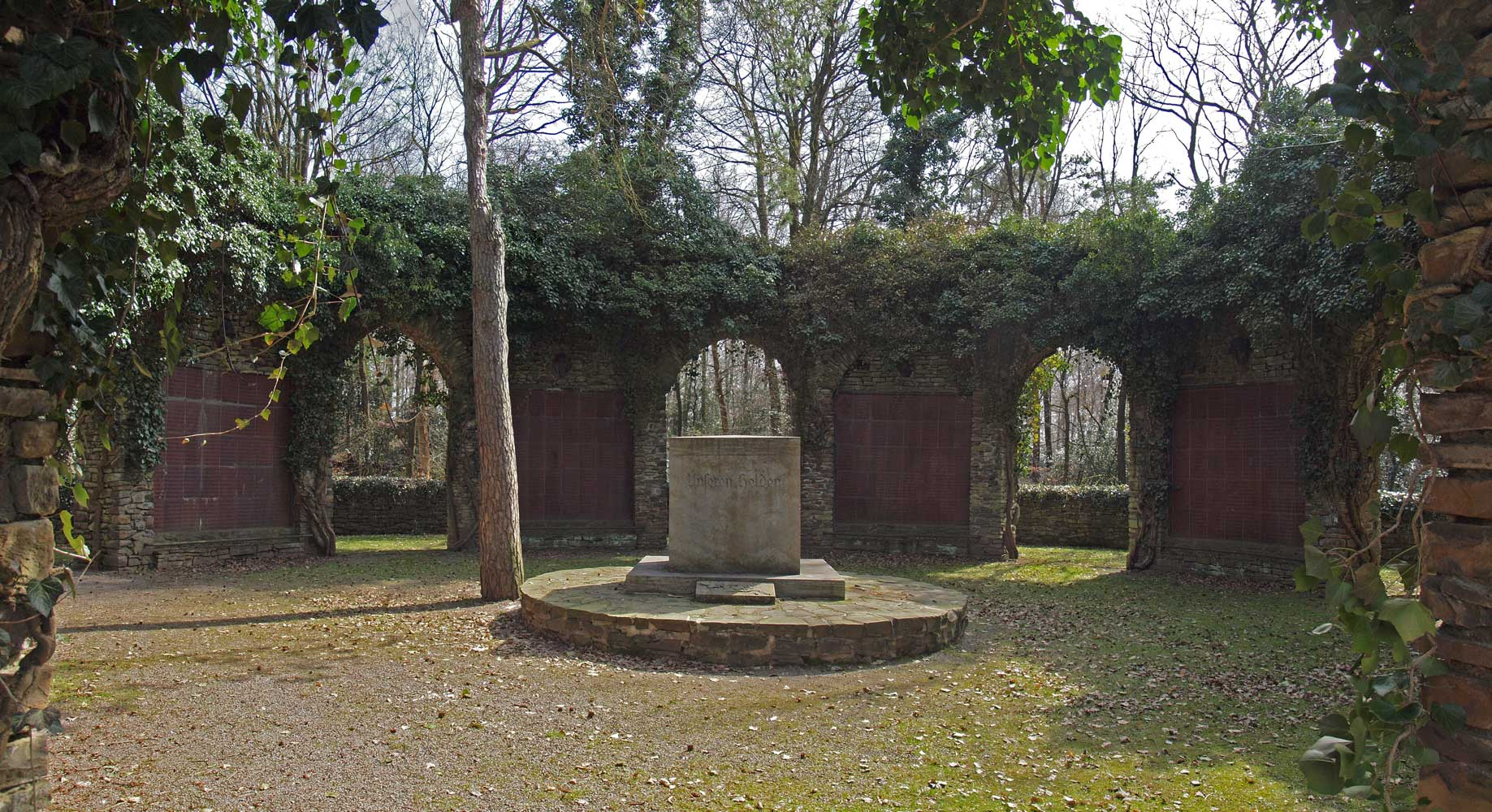
Innenhof des Ehrenhains

In der Nähe der Friedhöfe gibt es einen groß angelegten, von einem Ringwall umgebenen Ehrenhain (ca. 11.000 m²) zum Gedenken an die Gefallenen des Ersten Weltkriegs. Er wurde nach 1918 angelegt. Heute ist er Gedenkstätte für die Opfer der beiden Weltkriege und des Flugzeugabsturzes in Remscheid im Jahr 1988. Vor dem Ehrenhain liegen sechs Gedenkplatten auf dem Boden, mit folgenden Inschriften: Unseren Gefallenen der Heimat, Unserern Gefallenen der Luftwaffe, Unseren Gefallenen der Marine, Unseren Gefallenen des Heeres, Den Opfern der Gewalt, Zur Erinnerung an die Opfer des Flugzeugabsturzes am 08.12.1988.
Der Ehrenhain selbst ist kreisförmig angelegt; in der Mitte steht ein quadratischer Felsblock mit der Inschrift: Unseren Helden. Er ist von einer kreisförmigen, mit Efeu bewachsenen Mauer umgeben (Umfang ca. 60 m). Das Zentrum ist durch acht torbogenartige Eingänge erreichbar. Innerhalb der Mauer befinden sich zwischen den Torbögen Gedenktafeln, die in acht mal fünf Felder mit jeweils acht Namen eingeteilt sind. Insgesamt sind also 2560 Namen mit den jeweiligen Sterbedaten zwischen 1914 und 1918 verzeichnet.
Um die efeuberankte Mauer verläuft eine weitere, kleinere Mauer (Umfang ca. 100 m), die viermal unterbrochen ist. Die Anlage zeigt in Richtung Nord zu West. An der Nordwestseite ist der Hauptzugang, der über zwei Treppen (17 und 13 Stufen) an einer großen Wiese liegt. Zu den anderen Seiten ist die ringförmige Anlage mit einem Wall (Umfang ca. 300 m) umgeben.
Das Ehrenhain ist ein Trigonometrischer Bodenpunkt und liegt auf 247 m.ü.NN.

### Schimmelbusch

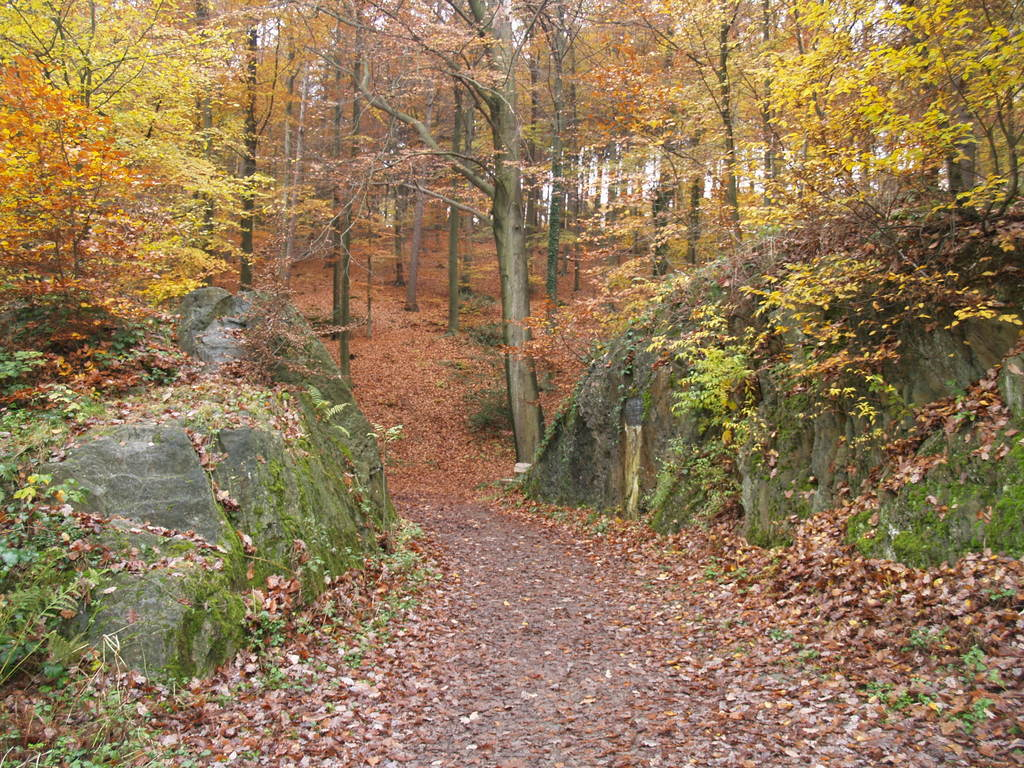
Teufelsfelsen im Schimmelbusch

Der Schimmelbusch liegt auf der Westhangseite Reinshagens, begrenzt von der B 229, der Eisenbahnlinie und der Bebauung auf dem Höhenkamm. Er wurde zeitweise auch als Bismarckpark bezeichnet. In unmittelbarer Nähe des Ehrenhains befindet sich ein Gedenkstein mit der Inschrift: Hermann Hasenclever schenkte Bismarck zu ehren den bergischen Wald. Ihm zu danken setzte die Stadt den Stein. Unweit davon befindet sich der sogenannte Teufelsfelsen, ein Felsdurchbruch. In ihm ist eine Gedenktafel angebracht: Den Mitstiftern des Bismarckparks Emil Spennemann C.W.Kipper in Dankbarkeit.
Nicht weit davon entfernt befindet sich das Bodendenkmal Wallanlage Güldenwerth oder Wallburg bei Müngsten.
Nördlich des Ehrenhains steht die über 150 Jahre alte Kollsbuche, ein Naturdenkmal. Die Kollsbuche war möglicherweise eine Weg- oder Grenzmarkierung oder wurde wegen ihrer ungewöhnliches Wuchsform vor dem Fällen verschont. Da die Buchen im Schimmelbusch früher als Brennmaterial benutzt wurden, ist das Alter dieses Baumes so besonders. Im 17. Jahrhundert waren die Hänge im Schimmelbusch fast kahl. Erst ab dem Jahr 1852 forstete die Stadt den Wald wieder auf.
Kaspar Wittkopp (1860–1936), ein Sägeschmied aus dem Morsbachtal, dichtete in dem Lied Ech hann mien Hatt' em Schimmelbosch verloren über den Schimmelbusch:
„Lottchen, komm, vertäll mir es,

wie all dat sech druog tuo.“

„Vader, ach, ech wiét geweß,

mien Jong es tröü on gout!

Wo he nohm mech en denn Arm –

Herr Gott! – wat woud et mir do warm!

Ech hann mien Hatt' em Schemmelbosch verloren

an 'nen Jong, derr van Göllenweät,

derr heet op Knién Tröüe mir geschworen!

He hätt enn Kaar, enn Stall on (uoch enn) Peäd.“
„Lottchen, komm, erzähl mir doch,

wie's dir war zumut'!“

„Papa, ach, ich weiß nur noch:

mein Jung' ist treu und gut.

Als er nahm mich in den Arm –

Herr Gott! – was wurde es mir da warm!

Ich hab' mein Herz im Schimmelbusch verloren

an 'nen Jungen, der von Güldenwerth.

Er hat auf Knien Treue mir geschworen,

besitzt 'ne Karre, Stall und auch ein Pferd.“

## Industrie
In Reinshagen wurden einige namhafte Industriefirmen gegründet.
- Bergische Stahl Industrie (BSI), von den Brüdern Robert und Heinrich Böker 1854 gegründet, seit 1873 am neuen Standort (Nähe Remscheid Hauptbahnhof).
- Hazet, von Hermann Zerver im Jahr 1868 als Werkzeugfabrik gegründet.
- Sülberg, von Carl Sülberg ca. 1870 als Stahlschmiede gegründet. Anfangs im Hammertal (Hüttenhammer), 1898 Bau des heutigen Betriebsgeländes an der Waldhofstraße. Das Familienunternehmen wird in der 5. Generation weitergeführt. Sülberg ist der älteste Stahlfingerhersteller der Welt.
- Aurowa, 1879 als Alb. Urbahn & Comp. gegründet, Einführung des Namens Aurowa im Jahr 1920, Hersteller von Bohrwinden und Bohrmaschinen – heute nicht mehr existent, das Gebäude ist zu einem Wohnhaus umgebaut worden.
- Containerdienst Max Wilms GmbH, von Johann Abraham Max Wilms 1890 als Schrotthandlung gegründet.
- Caspar Hahn, gegründet am 6. Mai 1906 von Caspar Hahn als Reparaturwerkstatt für Dampfkessel.
- Alfred Sander KG, 1957–1958 von Alfred Sander sen. und Alfred Sander jun. gegründet. Herstellung von Automatendrehteilen, Rohrabstichen und Anschweißbändern entwickelt.
- Vokore – 1961 gegründet von Volker Konradt. Herstellung von Schneidewerkzeugen.

## Vereine
- Gesangverein Reinshagen, gegr. 1816, heute nicht mehr existent
- Reinshagener Turnerbund 1910 e. V., Vereinsheim von 1925 am Schimmelbuschweg[15]

## Infrastruktur

### Straßen
Der Hauptstraßenzug (die Reinshagener Straße) führt als L 154 auf dem Bergrücken und trifft in Vieringhausen auf die B 229.

### Etymologie der Straßennamen
Die meisten der Straßennamen in Reinshagen lassen sich von alten Wohnplätzen herleiten, die teilweise schon 1369 zum ersten Mal schriftlich erwähnt wurden. Viele der anderen Straßen sind erst im 20. Jahrhundert entstanden (Baujahr in Klammern). Einige Straßen sind nach bekannten Persönlichkeiten benannt, bei anderen ist die Herkunft nicht geklärt.
- Adam-Stegerwald-Straße (nach 1956): Adam Stegerwald (* 14. Dezember 1874 in Greußenheim bei Würzburg; † 3. Dezember 1945 in Würzburg) war ein deutscher Politiker (Zentrum, später CSU). Er war Mitbegründer der christlichen Gewerkschaften in Deutschland und der CSU in Bayern.
- Am Walkhäuschen: Die Straße führt zum 1622 erstmals schriftlich erwähnten Mühlenteich. 1672 wird an diesem Mühlenteich eine Walkmühle erwähnt (das Walckhäuschen unter Vierkuser Hoff).
- An den Hülsen (1963): Die Straße erhielt am 4. November 1963 ihrem Namen. Er verweist auf einen ehemaligen reichen Bestand an Europäische Stechpalme, im Volksmund auch Hülse genannt.
- Barlachweg (nach 1956): Ernst Barlach (* 2. Januar 1870 in Wedel, Holstein; † 24. Oktober 1938 in Rostock) war ein deutscher Bildhauer, Schriftsteller und Zeichner. Barlach ist besonders bekannt für seine Holzplastiken und Bronzen.
- Becherstraße (nach 1956): Sie ist benannt nach dem gebürtigen Reinshagener Prof. Dr. Ernst Siegfried Becher (* 2. Juli 1884 in Reinshagen; † 1. April 1926 in Breslau), der an den Universitäten Rostock, Gießen, München und Breslau Physiologie lehrte.
- Bergwerkstraße: Am talwärts gelegenen Ende dieser Straße stößt man auf einen alten Stollen, aus dem ehemals Erz abgebaut wurde. Der heutige Eigentümer des Terrains hat den Stollen als schweigenden Zeitzeugen in Eigenarbeit wieder saniert. Daher rührt der Name. Der Abbau von Eisenerz im Raum Remscheid ist eingestellt worden, als sich die Arbeit als zu unwirtschaftlich erwies.
- Bornstal: Dieser Wohnplatz wird 1369 (zum Bernsdale) erstmals schriftlich erwähnt. Weitere Erwähnungen folgen 1513 (zom Bernsdayle), 1639 (Bernstahl), 1666 (Bernsthall) und 1680 (Bornstahl).
- Güldenwerth, Hof Güldenwerth, Güldenwerther Bahnhofstraße: siehe Güldenwerth. Die Bahnstrecke Remscheid-Solingen wurde 1897 gebaut.
- Hindemithstraße (nach 1956): Paul Hindemith (* 16. November 1895 in Hanau; † 28. Dezember 1963 in Frankfurt am Main) war ein deutscher Bratschist und bedeutender Komponist der Moderne (Neue Musik).
- Julius-Leber-Straße (nach 1956): Julius Leber (* 16. November 1891 in Biesheim, Elsass; † 5. Januar 1945 in Berlin) war ein deutscher Politiker, Reichstagsabgeordneter und Widerstandskämpfer gegen den Nationalsozialismus. Leber gehörte zur Zeit der Weimarer Republik dem Reichsbanner Schwarz-Rot-Gold an.
- Kolpingstraße (nach 1956): Adolph Kolping (* 8. Dezember 1813 in Kerpen bei Köln; † 4. Dezember 1865 in Köln) war ein deutscher katholischer Priester und Begründer des Kolpingwerkes.
- Küppelsteiner Straße: Führt in den Ortsteil Küppelstein, der erstmals 1369 (Kuppelstein) schriftlich erwähnt wird. Weitere Nennungen folgen 1441 (Kuppelsteyn), 1516 (Kyppelstein) und 1568 (Küppelstein).
- Lobirke: Zu diesem Wohnplatz finden sich keine Quellen. Die Silbe Lo- verweist jedoch sicherlich – wie die ähnlichen Straßennamen Lobach, Lobachstraße und Loborn – auf den Bach mit Namen Lobach.
- Losenbücheler Straße: Die Straße ist nach dem Wohnplatz Losenbüchel benannt, der sich am unteren Ende der Straße befand. Ursprünglich nur als Bukell (1369) oder Buckel (1560) bezeichnet, taucht er erstmals 1639 als Loeßen Buchell (benannt nach der dort ansässigen Familie Lose) auf.
- Marathonstrasse Die Siedlung Marathonstrasse mit 19 Doppelreihenhäusern und Gärten wurde zwischen 1955 und 1956 von Mitarbeitern der Deutschen Edelstahlwerke Remscheid, zum größten Teil in Nachbarschaftshilfe erbaut. Erwähnenswert ist noch die Breite der Straße (ca. 2,80), schon damals musste ein entgegenkommendes Fahrzeug auf den schmalen Gehsteig ausweichen.
- Reinshagener Straße, Oberreinshagen, Unterreinshagen: Ober- und Unterreinshagen bilden den ursprünglichen Ortskern des Ortsteils Reinshagen.
- Schimmelbuschweg: Benannt nach dem westlich gelegenen Wald mit dem Namen Schimmelbusch.
- Tyrol, Tyroler Straße: Benannt nach dem östlich gelegenen Ortsteil Tyrol.
- Wallburgstraße (1900): Der Name soll auf eine ehemalige keltische Wallburg hinweisen. Der Heimatforscher Gustav Hermann Halbach ist allerdings der Meinung, dass ein 47,75 Morgen großes Eichelsaatgelände des Gerhard Heuschler aus der Morsbach von einem Wall eingerahmt wurde und der Name daher stammt. Die Straße wurde am 30. Oktober 1900 von „Birkenstock und Genossen“ angelegt. Der Abzweig der Wallburgstraße von der Reinshagener Straße wurde früher auch als „heiliges Land“ bezeichnet. Halbach vermutet, dass an dieser Stelle ein Kreuzbild gestanden hat. Der Antrag des Ehrenhain e. V. von 1925 zur Umbenennung der Wallburgstraße in Ehrenhainstraße wurde am 3. August 1925 wieder zurückgezogen.[16]
- Wilhelm-Aschenberg-Straße (nach 1956): Wilhelm Aschenberg war Heimatdichter, Kirchmeister und Vorsteher des Kirchspiels Remscheid (um 1790). Er wurde am 24. April 1769 (1768?) in Oberreinshagen bei Remscheid als Sohn eines Kaufmanns und Kirchmeisters geboren. Besuch der Erziehungsanstalt der Brüdergemeinde Neuwied/Rheinland. Seit 1783 Studium der Theologie in Rinteln. Von 1791 bis 1802 war er evangelischer Pfarrer in Kronenberg bei Elberfeld, danach bis 1819 Pastor und Kirchenrat in Hagen. Er starb dort am 21. November 1819. Er begründete 1814 die im norddeutschen Raum vielgelesene Zeitschrift Hermann und war ein Förderer von Ernst Moritz Arndt.[17]
- Wiechertweg (nach 1956): Ernst Wiechert (* 18. Mai 1887 in Kleinort bei Sensburg, Ostpreußen; † 24. August 1950 in Stäfa am Zürichsee in der Schweiz) war ein deutscher Schriftsteller.

Die Namensgebung folgender Straßen ist unsicher:
- Am Ginsterbusch (nach 1973)
- Brückenstraße: Die Straße entstand nach 1912. Sie überquert die Eisenbahnlinie. Möglicherweise ist das der Grund für den Namen.
- Hagedornweg
- Tannenstraße (vor 1956)
- Voßnackstraße
- Waldhofstraße: Die Straße führte zum ehemaligen Schloss Küppelstein, dem heutigen Kinderheim Der Waldhof.

### Öffentliche Verkehrsmittel
Der VRR betreibt die Buslinien 654, NE13 und NE 18.
| Buslinie | Linienverlauf |
| -------- | --- |
| 654      | Solingen-Burg-Reinshagen–Güldenwerth–Remscheid Mitte–Neuenkamp–Bökerhöhe–Lennep Mitte–Lüttringhausen Mitte–Klausen         |
| NE13     | RS Mitte–Stadtpark–Güldenwerth–Reinshagen–Ehringhausen–Mannesmann–Zentralpunkt–Hohenhagen–Fichtenhöhe–RS Mitte             |
| NE18     | Mitte–Stadtpark–Hasten-Stockden–Güldenwerth–Müngsten–Morsbach–Güldenwerth–Reinshagen–Güldenwerth–Stadtpark–Remscheid Mitte |

Der Bahnhof Remscheid-Güldenwerth liegt im Nordosten des Stadtteils an der Bahnstrecke Solingen–Remscheid (S-Bahn Rhein-Ruhr: S-Bahnlinie S 7 Der Müngstener). Der Haltepunkt wurde am 1. August 1898 mit einer provisorischen Fahrkartenausgabe eröffnet. Am 1. Oktober 1901 wurde das stattliche Empfangsgebäude eingeweiht. Es wurde im März 1972 aufgrund seiner Baufälligkeit abgerissen.
| Bahnlinie | Bezeichnung    | Linienverlauf                                            |
| --------- | -------------- | -------------------------------------------------------- |
| S 7       | Der Müngstener | Solingen – Remscheid-Güldenwerth – Remscheid – Wuppertal |

### Wanderwege
Der 58 km lange Röntgenweg, der bis 1995 Wanderweg „Rund um Remscheid“ hieß, führt durch Reinshagen. Er ist mit einem R in einem Kreis markiert. Zu diesem Weg gibt es die Zugangswege R4, R5, R11 und R12. Außerdem führt der Wupperweg am westlichen Rand Reinshagens vorbei. Er ist 125 km lang und mit dem Zeichen einer Raute und der Ziffer 6 markiert.

### Radwege
Reinshagen ist an das Radverkehrsnetz NRW angeschlossen, der nicht beschilderte Weg Wasser, Wälder, Eisenhämmer führt am östlichen Rand durch das Lobachtal, ein kurzer Stichweg zum Bahnhof Güldenwerth. Westlich führt der Radweg R23 durch das Tal der Wupper.

### Straßenbahn
Am 31. Juli 1913 wurde die Straßenbahnlinie 4 (Güldenwerth – Reinshagen), eine Fortführung der Linie Markt-Vieringhausen-Güldenwerth (1893/98) eröffnet. Betreiber waren die Verkehrsbetriebe Remscheid. In den 1950er Jahren wurde die Linie auf Busverkehr umgestellt (heute VRR-Linie 654).

## Reinshagener Hammer
Der (nach einer Familie benannte) Reinshagener Hammer liegt nicht im Stadtteil Reinshagen, sondern an der Gelpe nördlich von Hasten.